# 瓦西蒙和沙普拉讷
瓦西蒙和沙普拉讷（法語：Vassimont-et-Chapelaine，法語發音：[vasimɔ̃ e ʃaplɛn]）是法国马恩省的一个市镇，位于该省南部，属于埃佩尔奈区。该市镇于1810年由原市镇瓦西蒙（Vassimont）和沙普拉讷（Chapelaine）合并而成。

## 地理
瓦西蒙和沙普拉讷（48°45'51"N, 4°8'40"E）面积21.73 平方千米，位于法国大東部大區马恩省，该省份为法国东北部内陆省份，北起阿登省，西北接埃纳省，西南接塞纳-马恩省，南至奥布省，东南接上马恩省，东临默兹省。
与瓦西蒙和沙普拉讷接壤的市镇（或旧市镇、城区）包括：苏德龙、比西莱特雷、科南特赖-沃尔夫鲁瓦、欧西蒙、朗阿雷、蒙泰普勒。

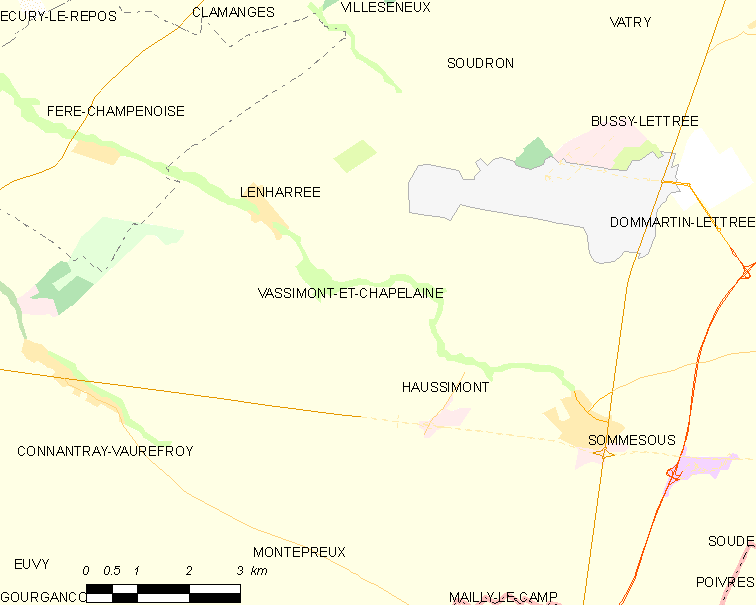
瓦西蒙和沙普拉讷的OSM定位图

瓦西蒙和沙普拉讷的时区为UTC+01:00、UTC+02:00（夏令时）。

## 行政
瓦西蒙和沙普拉讷的邮政编码为51320，INSEE市镇编码为51594。

## 政治
瓦西蒙和沙普拉讷所属的省级选区为香槟沙隆第三县。

## 人口

1962-2008年间瓦西蒙和沙普拉讷人口变化图示

瓦西蒙和沙普拉讷于2022年1月1日时的人口数量为62人。